# 贝姬·唐尼
丽贝卡·“贝姬”·唐尼，MBE（英語：Rebecca "Becky" Downie，1992年1月24日—）生于诺丁汉，是一名英国女子竞技体操运动员，曾就读于Rushcliffe学校。贝姬参加的第一个国际主要成年级别赛事是2006年英联邦运动会，当时她只有14岁。她的妹妹埃莉·唐尼同样是一名体操运动员，两人曾共同代表英国征战2016年里约奥运。